# François Pilon
François Pilon, né le 25 août 1958 à Laval, est un fonctionnaire, syndicaliste et homme politique québécois. Il est député de la circonscription de Laval—Les Îles à la Chambre des communes du Canada de 2011 à 2015, représentant le Nouveau Parti démocratique.

## Biographie
François Pilon suit une formation de dessinateur en architecture au Cégep Montmorency de Laval.
En 1987, il est recruté par la municipalité de sa ville natale. Actif au sein du mouvement ouvrier, il est vice-président du syndicat des cols bleus de la ville de Laval de 1999 à 2006
Il se présente pour la première fois à la députation dans la circonscription québécoise d'Honoré-Mercier lors de l'élection générale de 2004. Il obtient 4,09 % des voix et le siège est remporté par Pablo Rodriguez du Parti libéral du Canada. Il se représente dans la même circonscription lors des deux élections générales suivantes, en 2006 (6,21 % des voix) et en 2008 (10,10 % des voix), sans toutefois ravir le siège au député sortant, Pablo Rodriguez.
François Pilon n'est pas découragé par ces trois échecs successifs et il se présente à l'élection générale de 2011, dans la circonscription québécoise Laval—Les Îles. Le 2 mai 2011, il est finalement élu député de la circonscription avec 47,6 % des voix.
Lors des élections de 2015, il est de nouveau candidat, mais est défait par le libéral Fayçal El-Khoury.
En 2017, il est candidat au municipal avec le Parti Laval. Il se présente dans le district Laval-Les Îles, où il termine en deuxième position, derrière le candidat du Mouvement lavallois.

## Résultats électoraux

### Dans Laval—Les Îles
|       | Candidat            | Parti              | # de voix | % des voix |
|       | Zaki Ghavitian      | Conservateur       | +08 587,  | 15,92 %    |
|       | Mohamedali Jetha    | Bloc québécois     | +07 022,  | 13,02 %    |
|       | Karine Joizil       | Libéral            | +11 108,  | 20,59 %    |
|       | François Pilon      | NPD                | +25 703,  | 47,64 %    |
|       | Brent Neil          | Vert               | +00966,   | 1,79 %     |
|       | Polyvios Tsakanikas | Marxiste-léniniste | +00194,   | 0,36 %     |
|       | Stéphane Bakhos     | Indépendant        | +00369,   | 0,68 %     |
| Total | Total               | Total              | 53 949    | 100 %      |

### Dans Honoré-Mercier
|       | Candidat                  | Parti          | # de voix | % des voix |
|       | Rodrigo Alfaro            | Conservateur   | +07 549,  | 15,3 %     |
|       | Gérard Labelle            | Bloc québécois | +13 871,  | 28,12 %    |
|       | (sortant) Pablo Rodriguez | Libéral        | +21 544,  | 43,67 %    |
|       | François Pilon            | NPD            | +04 986,  | 10,11 %    |
|       | Gaëtan Bérard             | Vert           | +01 380,  | 2,8 %      |
| Total | Total                     | Total          | 49 330    | 100 %      |

| Élections fédérales canadiennes de 2006 | Élections fédérales canadiennes de 2006 | Élections fédérales canadiennes de 2006 | Élections fédérales canadiennes de 2006 | Élections fédérales canadiennes de 2004 | Élections fédérales canadiennes de 2004 | Élections fédérales canadiennes de 2004 | Élections fédérales canadiennes de 2004 |
| Candidat                                | Candidat                                | Parti                                   | # de voix                               | Candidat                                | Candidat                                | Parti                                   | # de voix                               |
| --------------------------------------- | --------------------------------------- | --------------------------------------- | --------------------------------------- | --------------------------------------- | --------------------------------------- | --------------------------------------- | --------------------------------------- |
|                                         | (sortant) Pablo Rodriguez               | PLC                                     | 19 632                                  |                                         | Pablo Rodriguez                         | PLC                                     | 22 223                                  |
|                                         | Gérard Labelle                          | BQ                                      | 17 693                                  |                                         | Éric Saint-Hilaire                      | BQ                                      | 19 461                                  |
|                                         | Angelo Marino                           | PCC                                     | 8 950                                   |                                         | Gianni Chiazzese                        | PCC                                     | 2 902                                   |
|                                         | François Pilon                          | NPD                                     | 3 180                                   |                                         | François Pilon                          | NPD                                     | 1 973                                   |
|                                         | Sylvain Castonguay                      | Vert                                    | 1 499                                   |                                         | Richard Lahaie                          | Vert                                    | 1 973                                   |
|                                         | Hélène Héroux                           | ML                                      | 183                                     |                                         | Steve Boudrias                          | Marijuana                               | 626                                     |
|                                         |                                         |                                         |                                         |                                         | Hélène Héroux                           | ML                                      | 164                                     |
| Total                                   | Total                                   | Total                                   | 51 137                                  | Total                                   | Total                                   | Total                                   | 48 201                                  |